# 기이텐마역
기이텐마역(일본어: 紀伊天満駅, きいてんまえき)은 일본 와카야마현 히가시무로군 나치카쓰우라정에 있는, 서일본 여객철도의 철도역이다. 기세이 본선이 지나가며, 기노쿠니 선 소속 열차들을 이용할 수 있다.

## 역 구조
단식 1면 1선 구조의 지상역으로 교행이 불가능하다. 신구역이 관리하는 무인역으로, 간이 역사 안에는 자동 발권기가 있다.

## 역세권 정보
- 나치 해수욕장
- 와카야마 지방재판국 나치 출장소
- 나치 관광호텔
- 나치텐마 우체국

## 역사
- 1912년 12월 4일 - 신구 철도의 역으로 개업하였다.
- 1934년 7월 1일 - 국유화에 따라 일본국유철도의 소속이 되었다.
- 1987년 4월 1일 - 민영화에 따라 서일본 여객철도의 소속이 되었다.

## 인접역
| 서일본 여객철도 기세이 본선 | 서일본 여객철도 기세이 본선 | 서일본 여객철도 기세이 본선 |
| --------------------------- | --------------------------- | --------------------------- |
| 나치 신구 방면              | ■ 기노쿠니 선 보통          | 기이카쓰우라 와카야마 방면  |